# Isotopes de l'osmium
L'osmium (Os, numéro atomique 76) possède 37 isotopes connus, de nombre de masse variant entre 161 et 197, ainsi que 9 isomères nucléaires. Parmi ces isotopes, six sont stables, 184Os, 187Os, 188Os, 189Os, 190Os, et 192Os et coexistent dans la nature avec un radioisotope primordial, 186Os (demi-vie de 2×1015 ans), 192Os étant le plus abondant (40 % de l'osmium naturel). On attribue à l'osmium une masse atomique standard de 190,23(3) u.
Comme tous les éléments plus lourds que le zirconium, l'osmium est théoriquement instable, et on soupçonne tous ses isotopes « stables » d'être en fait faiblement radioactifs, se désintégrant très lentement par émission α en isotopes du tungstène correspondants (ou pour le plus lourd et le plus léger par double désintégration bêta), mais cette radioactivité n'a pour l'instant jamais été observée.
Parmi les 30 radioisotopes artificiels caractérisés, le plus stable est 194Os avec une période radioactive de 6 ans, tous les autres ont des demi-vies inférieures à 94 jours. Parmi les 9 isomères nucléaires, le plus stable est 191mOs avec une demi-vie de 13,10 h.
Les radioisotopes les plus légers se désintègrent principalement par émission α en isotopes du tungstène, mais à mesure que leur masse atomique augmente, l'émission de positron (β+) en isotopes du rhénium devient leur mécanisme de désintégration principal. Ainsi, tous les radioisotopes de nombre de masse supérieur ou égal à 175 (mais plus légers que les isotopes stables) se désintègrent quasi exclusivement par émission de positron, à l'exception de 182Os et 185Os qui se désintègrent par capture électronique. Les radioisotopes les plus lourds se désintègrent eux tous par désintégration β− en isotopes de l'iridium.

## Isotopes notables

### Osmium naturel
L'osmium naturel est constitué des six isotopes stables 184Os, 187Os, 188Os, 189Os, 190Os, et 192Os  et du radioisotope primordial quasi stable 186Os (demi-vie de 2×1015 ans).
| Isotope | Abondance (pourcentage molaire) |
| ------- | ------------------------------- |
| 184Os   | 0,02 (1) %                      |
| 186Os   | 1,59 (3) %                      |
| 187Os   | 1,96 (2) %                      |
| 188Os   | 13,24 (8) %                     |
| 189Os   | 16,15 (5) %                     |
| 190Os   | 26,26 (2) %                     |
| 192Os   | 40,78 (19) %                    |

### Osmium 187
L'osmium 187 (187Os) est l'isotope de l'osmium dont le noyau est constitué de 76 protons et de 111 neutrons. C'est l'un des six isotopes stables de l'osmium, même si on le soupçonne de se désintégrer lentement par émission α en 183W. Il est plutôt rare parmi les isotopes naturels de l'osmium, constituant moins de 2 % de l'osmium naturel. 187Os est aussi l'isotope-fils de 187Re (demi-vie 4,16×1010 ans).
On le quantifie souvent en termes de ratio 187Os/188Os, qui, avec le ratio 187Re/188Os, est largement utilisé dans la datation de roches, aussi bien météoritiques que terrestres. Il a également été utilisé pour mesurer l'intensité de la météorisation des continents sur des temps géologiques, et pour déterminer des âges minimums pour la stabilisation des fondations des cratons continentaux au niveau du manteau terrestre. Toutefois, l'utilisation la plus notable de l'osmium en datation est en conjonction avec l'iridium, pour analyser la couche de quartz le long de la limite Crétacé-Tertiaire marquant l'extinction des dinosaures il y a 66 million d'années.

## Tableau des isotopes
| Symbole de l'isotope | Z (p)                | N (n)                | Masse isotopique (u) | Demi-vie       | Mode(s) de désintégration, | Isotope(s)-fils | Spin nucléaire |
| Symbole de l'isotope | Énergie d'excitation | Énergie d'excitation | Énergie d'excitation | Demi-vie       | Mode(s) de désintégration, | Isotope(s)-fils | Spin nucléaire |
| -------------------- | -------------------- | -------------------- | -------------------- | -------------- | -------------------------- | --------------- | -------------- |
| 161Os                | 76                   | 85                   |                      | 0,64(6) ms     | α                          | 157W            |                |
| 162Os                | 76                   | 86                   | 161,98443(54)#       | 1,87(18) ms    | α                          | 158W            | 0+             |
| 163Os                | 76                   | 87                   | 162,98269(43)#       | 5,5(6) ms      | α                          | 159W            | 7/2−#          |
| 163Os                | 76                   | 87                   | 162,98269(43)#       | 5,5(6) ms      | β+, p (rare)               | 162W            | 7/2−#          |
| 163Os                | 76                   | 87                   | 162,98269(43)#       | 5,5(6) ms      | β+ (rare)                  | 163Re           | 7/2−#          |
| 164Os                | 76                   | 88                   | 163,97804(22)        | 21(1) ms       | α (98%)                    | 160W            | 0+             |
| 164Os                | 76                   | 88                   | 163,97804(22)        | 21(1) ms       | β+ (2%)                    | 164Re           | 0+             |
| 165Os                | 76                   | 89                   | 164,97676(22)#       | 71(3) ms       | α (60%)                    | 161W            | (7/2−)         |
| 165Os                | 76                   | 89                   | 164,97676(22)#       | 71(3) ms       | β+ (40%)                   | 165Re           | (7/2−)         |
| 166Os                | 76                   | 90                   | 165,972691(20)       | 216(9) ms      | α (72%)                    | 162W            | 0+             |
| 166Os                | 76                   | 90                   | 165,972691(20)       | 216(9) ms      | β+ (28%)                   | 166Re           | 0+             |
| 167Os                | 76                   | 91                   | 166,97155(8)         | 810(60) ms     | α (67%)                    | 163W            | 3/2−#          |
| 167Os                | 76                   | 91                   | 166,97155(8)         | 810(60) ms     | β+ (33%)                   | 167Re           | 3/2−#          |
| 168Os                | 76                   | 92                   | 167,967804(13)       | 2,06(6) s      | β+ (51%)                   | 168Re           | 0+             |
| 168Os                | 76                   | 92                   | 167,967804(13)       | 2,06(6) s      | α (49%)                    | 164W            | 0+             |
| 169Os                | 76                   | 93                   | 168,967019(27)       | 3,40(9) s      | β+ (89%)                   | 169Re           | 3/2−#          |
| 169Os                | 76                   | 93                   | 168,967019(27)       | 3,40(9) s      | α (11%)                    | 165W            | 3/2−#          |
| 170Os                | 76                   | 94                   | 169,963577(12)       | 7,46(23) s     | β+ (91,4%)                 | 170Re           | 0+             |
| 170Os                | 76                   | 94                   | 169,963577(12)       | 7,46(23) s     | α (8,6%)                   | 176W            | 0+             |
| 171Os                | 76                   | 95                   | 170,963185(20)       | 8,3(2) s       | β+ (98,3%)                 | 171Re           | (5/2−)         |
| 171Os                | 76                   | 95                   | 170,963185(20)       | 8,3(2) s       | α (1,7%)                   | 167W            | (5/2−)         |
| 172Os                | 76                   | 96                   | 171,960023(16)       | 19,2(5) s      | β+ (98,9%)                 | 172Re           | 0+             |
| 172Os                | 76                   | 96                   | 171,960023(16)       | 19,2(5) s      | α (1,1%)                   | 168W            | 0+             |
| 173Os                | 76                   | 97                   | 172,959808(16)       | 22,4(9) s      | β+ (99,6%)                 | 173Re           | (5/2−)         |
| 173Os                | 76                   | 97                   | 172,959808(16)       | 22,4(9) s      | α (0,4%)                   | 169W            | (5/2−)         |
| 174Os                | 76                   | 98                   | 173,957062(12)       | 44(4) s        | β+ (99,97%)                | 174Re           | 0+             |
| 174Os                | 76                   | 98                   | 173,957062(12)       | 44(4) s        | α (0,024%)                 | 170W            | 0+             |
| 175Os                | 76                   | 99                   | 174,956946(15)       | 1,4(1) min     | β+                         | 175Re           | (5/2−)         |
| 176Os                | 76                   | 100                  | 175,95481(3)         | 3,6(5) min     | β+                         | 176Re           | 0+             |
| 177Os                | 76                   | 101                  | 176,954965(17)       | 3,0(2) min     | β+                         | 177Re           | 1/2−           |
| 178Os                | 76                   | 102                  | 177,953251(18)       | 5,0(4) min     | β+                         | 178Re           | 0+             |
| 179Os                | 76                   | 103                  | 178,953816(19)       | 6,5(3) min     | β+                         | 179Re           | (1/2−)         |
| 180Os                | 76                   | 104                  | 179,952379(22)       | 21,5(4) min    | β+                         | 180Re           | 0+             |
| 181Os                | 76                   | 105                  | 180,95324(3)         | 105(3) min     | β+                         | 181Re           | 1/2−           |
| 181m1Os              | 48,9(2) keV          | 48,9(2) keV          | 48,9(2) keV          | 2,7(1) min     | β+                         | 181Re           | (7/2)−         |
| 181m2Os              | 156,5(7) keV         | 156,5(7) keV         | 156,5(7) keV         | 316(18) ns     |                            |                 | (9/2)+         |
| 182Os                | 76                   | 106                  | 181,952110(23)       | 22,10(25) h    | CE                         | 182Re           | 0+             |
| 183Os                | 76                   | 107                  | 182,95313(5)         | 13,0(5) h      | β+                         | 183Re           | 9/2+           |
| 183mOs               | 170,71(5) keV        | 170,71(5) keV        | 170,71(5) keV        | 9,9(3) h       | β+ (85%)                   | 183Re           | 1/2−           |
| 183mOs               | 170,71(5) keV        | 170,71(5) keV        | 170,71(5) keV        | 9,9(3) h       | TI (15%)                   | 183Os           | 1/2−           |
| 184Os                | 76                   | 108                  | 183,9524891(14)      | Observé stable | Observé stable             | Observé stable  | 0+             |
| 185Os                | 76                   | 109                  | 184,9540423(14)      | 93,6(5) j      | CE                         | 185Re           | 1/2−           |
| 185m1Os              | 102,3(7) keV         | 102,3(7) keV         | 102,3(7) keV         | 3,0(4) µs      |                            |                 | (7/2−)#        |
| 185m2Os              | 275,7(8) keV         | 275,7(8) keV         | 275,7(8) keV         | 0,78(5) µs     |                            |                 | (11/2+)        |
| 186Os                | 76                   | 110                  | 185,9538382(15)      | 2,0(11)×1015 a | α                          | 182W            | 0+             |
| 187Os                | 76                   | 111                  | 186,9557505(15)      | Observé stable | Observé stable             | Observé stable  | 1/2−           |
| 188Os                | 76                   | 112                  | 187,9558382(15)      | Observé stable | Observé stable             | Observé stable  | 0+             |
| 189Os                | 76                   | 113                  | 188,9581475(16)      | Observé stable | Observé stable             | Observé stable  | 3/2−           |
| 189mOs               | 30,812(15) keV       | 30,812(15) keV       | 30,812(15) keV       | 5,81(6) h      | TI                         | 189Os           | 9/2−           |
| 190Os                | 76                   | 114                  | 189,9584470(16)      | Observé stable | Observé stable             | Observé stable  | 0+             |
| 190mOs               | 1705,4(2) keV        | 1705,4(2) keV        | 1705,4(2) keV        | 9,9(1) min     | TI                         | 190Os           | (10)−          |
| 191Os                | 76                   | 115                  | 190,9609297(16)      | 15,4(1) j      | β−                         | 191Ir           | 9/2−           |
| 191mOs               | 74,382(3) keV        | 74,382(3) keV        | 74,382(3) keV        | 13,10(5) h     | TI                         | 191Os           | 3/2−           |
| 192Os                | 76                   | 116                  | 191,9614807(27)      | Observé stable | Observé stable             | Observé stable  | 0+             |
| 192mOs               | 2015,40(11) keV      | 2015,40(11) keV      | 2015,40(11) keV      | 5,9(1) s       | TI (87%)                   | 192Os           | (10−)          |
| 192mOs               | 2015,40(11) keV      | 2015,40(11) keV      | 2015,40(11) keV      | 5,9(1) s       | β− (13%)                   | 192Ir           | (10−)          |
| 193Os                | 76                   | 117                  | 192,9641516(27)      | 30,11(1) h     | β−                         | 193Ir           | 3/2−           |
| 194Os                | 76                   | 118                  | 193,9651821(28)      | 6,0(2) a       | β−                         | 194Ir           | 0+             |
| 195Os                | 76                   | 119                  | 194,96813(54)        | 6,5 min        | β−                         | 195Ir           | 3/2−#          |
| 196Os                | 76                   | 120                  | 195,96964(4)         | 34,9(2) min    | β−                         | 196Ir           | 0+             |
| 197Os                | 76                   | 121                  |                      | 2,8(6) min     |                            |                 |                |

1. ↑  En gras pour les isotopes avec des demi-vies plus grandes que l'âge de l'univers (presque stables).
2. ↑  Abréviations :
CE : capture électronique ;
TI : transition isomérique.
3. ↑  Isotopes stables en gras.
4. ↑  Soupçonné de se désintégrer par radioactivité α en 180W ou β+β+ en 184W, avec une demi-vie supérieure à 56×1012 années.
5. ↑  Radionucléide primordial.
6. 1 2  Utilisé dans la datation par le rhénium-osmium.
7. ↑  Soupçonné de se désintégrer par radioactivité α en 183W.
8. ↑  Soupçonné de se désintégrer par radioactivité α en 184W.
9. ↑  Soupçonné de se désintégrer par radioactivité α en 185W.
10. ↑  Soupçonné de se désintégrer par radioactivité α en 186W.
11. ↑  Soupçonné de se désintégrer par radioactivité α en 188W ou β−β− en 192Pt avec une demi-vie supérieure à 9,8×1012 années.